# Maurice Belleux
Maurice Belleux, né le 26 mars 1908 au Palais, sur Belle-Île-en-Mer en Bretagne, et mort le 5 avril 2002, est un résistant, officier du renseignement et général de l’armée française. Il fut le créateur du réseau Hunter en 1943 au sein du Bureau central de renseignements et d’action (BCRA).
Il participa à la guerre d’Indochine où il dirigea le SDECE durant six ans et demi.

## Biographie
Maurice Belleux intègre l’école spéciale militaire de Saint-Cyr et devient officier de l’armée française, dans l’aviation. Il obtient son brevet de pilote en 1932. Il sert ensuite dans les états-majors des forces armées à Beyrouth, le Liban étant alors sous mandat français, et Tananarive, Madagascar étant une colonie française,.
Maurice Belleux revient en France où il occupe différents postes en France métropolitaine à Montpellier, Clermont-Ferrand et Lyon où il commande une escadrille de chasse lors de la déclaration de guerre de la France à l’Allemagne,.

### Chef de réseau de la Résistance
En novembre 1942, le capitaine Belleux prend la direction des archives et du musée de l’Air de Toulouse. Il crée en mars 1943 le réseau de résistance Hunter, rattaché au réseau Phratrie. Il poursuit son travail pour la résistance après avoir été rappelé en activité comme officier de liaison pour la commission d’armistice et dirige le réseau jusqu’au 10 mai 1944. Recherché par les services allemands et français, le BCRA, auquel est rattaché le réseau, lui commande de rejoindre l’Angleterre et les Forces aériennes de la France libre,.
Entretemps, le réseau s’est fortement étendu : centré au départ sur les activités aéronautiques allemandes dans la région de Toulouse, il a constitué des sous-réseaux à travers la France, recruté des nombreux agents (572 agents vont travailler pour lui) et fait passer aux autorités britanniques des informations couvrant tous les secteurs militaires et économiques.

### L’Indochine
Il poursuit sa carrière militaire au sein de la Direction générale des Études et Recherches (DGER) et du Service de documentation extérieure et de contre-espionnage (SDECE) qui prend sa suite après la guerre. Il est responsable de la section des études.
Il est nommé pour une mission de six mois en Indochine alors en pleine guerre. Il arrive à Saïgon en décembre 1947 pour réorganiser les services. Il remplace rapidement le colonel Gaston et reste plus de six ans et demi de plus comme directeur du SDECE sur place,. Il s’agissait selon lui au départ d’une nomination politique orchestrée par les socialistes pour l’éloigner de Paris.
Il s’alarme de la situation militaire et politique et le fait savoir en 1950 à sa hiérarchie : « Si la pression du Viet Minh s’unit aux forces chinoises, nous verrons se produire en Indochine la plus grande catastrophe militaire de l’histoire de France ».

#### L’opération X
C’est sous sa direction qu’intervient le financement des actions clandestines avec l’argent du trafic de drogue,. Il met au point l’opération X qui consiste à acheter aux Hmong leur production de pavot et à l’acheminer jusqu’au Laos. De là, grâce à plusieurs canaux de distribution, la drogue est redistribuée avec l’appui des Binh Xuyen,,,.
En 1956, Maurice Belleux est nommé chef de la sécurité militaire.

### Retraite militaire
Général de division aérienne, il est mis à la retraite le 25 mars 1961. Il est cependant rappelé pour trois mois peu après dans le cadre de la réorganisation du commandement de l’armée de l’air, déstabilisé par le putsch des généraux en Algérie.
Il totalise 5 215 heures de vol dont 1 170 en extrême-orient et 607 heures de vol de guerre.

### CNCR
Après son départ de l’armée, Maurice Belleux prend la présidence de la Commission nationale consultative de la Résistance (CNCR). La CNCR est chargée de l’instruction des dossiers présentés par les résistants pour se voir identifiés comme tels par le  ministère de la Défense.
Dans les années 1970, il travaille pour le groupe aéronautique Dassault.

## Vie privée
Maurice Belleux était catholique. Il était père de deux enfants nés de son union avec son épouse Genevieve née Estienne,.

## Décorations principales

### Décorations françaises
- Grand-croix de la Légion d'honneur
- Croix de guerre 1939–1945, palme de bronze (4 palmes)
- Croix de guerre des Théâtres d'opérations extérieurs, palme de bronze
- Médaille de la Résistance française

### Décorations étrangères
- Officier de l'ordre de Léopold
- Officier de l'ordre national du Cèdre
- Commandeur de l’ordre du Million d’Éléphants et du Parasol blanc
- Legion of Merit
- Médaille royale du courage